# Phthersigena centralis
Phthersigena centralis är en bönsyrseart som beskrevs av Giglio-tos 1915. Phthersigena centralis ingår i släktet Phthersigena och familjen Amorphoscelidae. Inga underarter finns listade i Catalogue of Life.